# École-Valentin
École-Valentin é uma comuna francesa na região administrativa de Borgonha-Franco-Condado, no departamento de Doubs. Estende-se por uma área de 3,22 km². Em 2010 a comuna tinha 2 680 habitantes (densidade: 832,3 hab./km²).